# Wahlström & Widstrand
Wahlström & Widstrand ist ein 1884 gegründeter schwedischer Verlag mit Sitz in Stockholm, der zur Bonnier Gruppe gehört. Jährlich werden bis zu 100 übersetzte und schwedische Bücher veröffentlicht.

## Autoren
Für Wahlström & Widstrand schreiben unter anderem folgende Autoren:
- Jens Lapidus
- Johan Theorin
- Karin Wahlberg

## Übersetzungen
Von folgenden ausländischen Autoren wurden unter anderem Bücher übersetzt:
- Herta Müller (Rumänien & Deutschland)
- Jodi Picoult (USA)
- Wole Soyinka (Nigeria)
- Amos Oz (Israel)
- Khaled Hosseini (Afghanistan & USA)
- Gabriel García Márquez (Kolumbien)